# János Jung

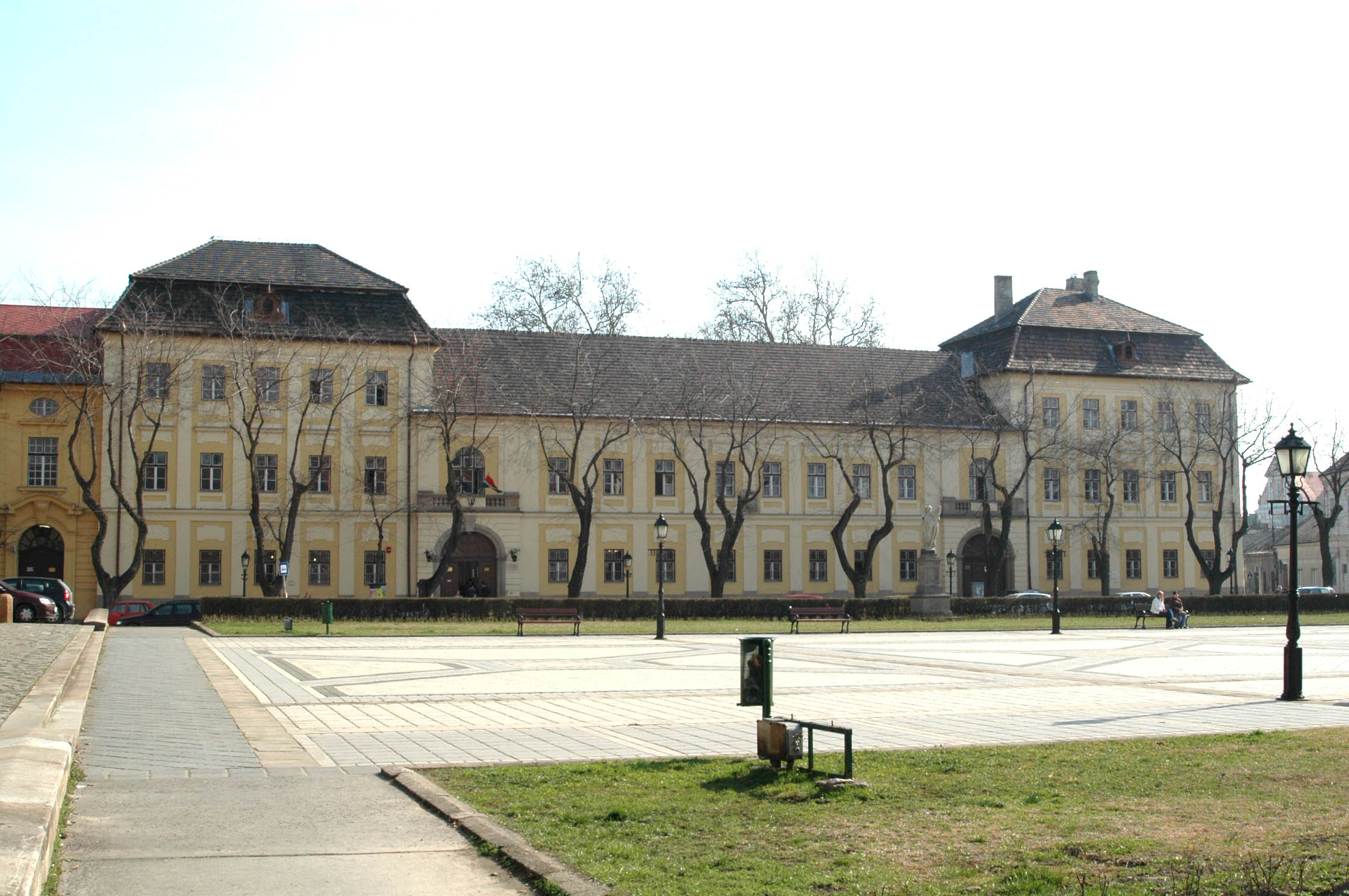
Dawny gmach gimnazjum rozbudowany w 1893 z inicjatywy biskupa (obecnie Uniwersytet Katolicki Vác).

János Jung (ur. 8 czerwca 1841 w Vácu, zm. 27 lutego 1917 tamże) – austro-węgierski biskup tytularny diecezji Rosalia (Episcoporum Rosaliensis).
W 1865 ukończył teologię w Vác. Zdobywał doświadczenia kapłańskie w Vác, Tata i Esztergom. W latach 1888–1890 odbył misje apostolskie. Sakrę przyjął w 1893 z rąk biskupa Károla Emmánuela de Csáky (1852-1919).
Był ostatnim biskupem diecezji Rosalia.
Jung angażował się w budowę kościołów i sprawy społeczne. W 1893 dzięki jego inicjatywie rozpoczęto rozbudowę gimnazjum w Vaci, w którym obecnie mieści się Uniwersytet Katolicki.
Prowadził dialog ekumeniczny. Swoją posługę biskupią pełnił dwadzieścia cztery lata.